# Topher Grace
Christopher John Grace, dit Topher Grace, est un acteur américain, né le 12 juillet 1978 à New York.
Il est principalement connu pour son rôle d'Eric Forman dans la série télévisée That '70s Show et celui de Venom / Eddie Brock dans Spider-Man 3.

## Biographie

### Jeunesse
Topher Grace est né à New York de l'union de Pat, assistante scolaire à la New Canaan Country School (en) et John Grace, un publicitaire de Madison Avenue,. Il a une sœur, Jenny Grace. 
Il a grandi et a suivi sa scolarité à Darien dans le Connecticut aux côtés de l'actrice Kate Bosworth.

### Carrière

#### Révélation télévisuelle et débuts au cinéma

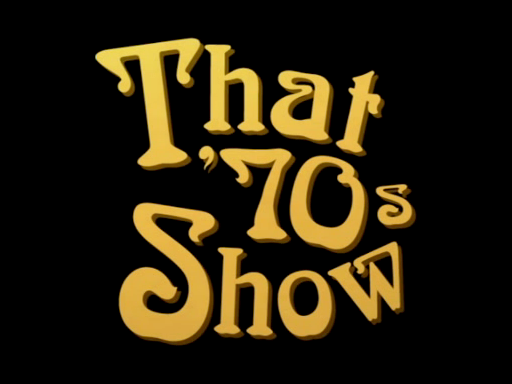
Logo de la sitcom That '70s Show dont il a été le héros durant sept ans.

Il est repéré en 1998 par Bonnie Turner pour sa prestation dans la pièce de théâtre L'Imposteur. Âgé de 20 ans, il décide d'abandonner ses études pour suivre une carrière d'acteur et est engagé pour le rôle principal de la série télévisée That '70s Show, créée par Bonnie Turner. 
La série est un succès et repose sur une large distribution de jeunes acteurs qui y font leurs débuts. Parmi eux, Ashton Kutcher, Laura Prepon et Mila Kunis. Il y incarne l'adolescent maigrichon et sarcastique Eric Forman durant sept saisons, de 1998 à 2005. 
Parallèlement, il fait ses débuts au cinéma. En 2000, alors que la série est dans sa deuxième saison, il tient un petit rôle dans le thriller choral Traffic, mis en scène par Steven Soderbergh. Sa prestation lui permet de donner la réplique à Michael Douglas et de remporter deux prix d'interprétation, dont celui du meilleur acteur aux Young Hollywood Awards 2001. Il retrouve ensuite Steven Soderbergh pour la comédie de braquage Ocean's Eleven, dans lequel il joue son propre rôle aux côtés d'autres jeunes vedettes de la télévision (Joshua Jackson, Barry Watson et Holly Marie Combs) qui apprennent le poker auprès de Rusty Ryan, joué par Brad Pitt.
Alors que That '70s Show est cette fois dans sa cinquième année, il apparaît dans le drame Le Sourire de Mona Lisa (2003), où il évolue auprès d'une distribution majoritairement féminine menée par Julia Roberts.
En décembre 2004, alors que débute la septième saison de la série, il continue à jouer de son image de gendre idéal au cinéma en interprétant l'un des deux rôles principaux, avec Dennis Quaid, de la comédie dramatique En bonne compagnie. Il incarne un jeune cadre dynamique amoureux de la fille de son employé, interprétée par Scarlett Johansson. Cette même année, il refait un caméo dans Ocean's Twelve et donne la réplique à Laura Linney dans le drame P. S..
Il décide de quitter la série à la fin de cette septième saison, après avoir été retenu pour participer à un projet cinématographique d'envergure. Ashton Kutcher le suit dans ce départ, ayant lui-même été choisi pour un projet au cinéma.

#### Premiers rôles au cinéma

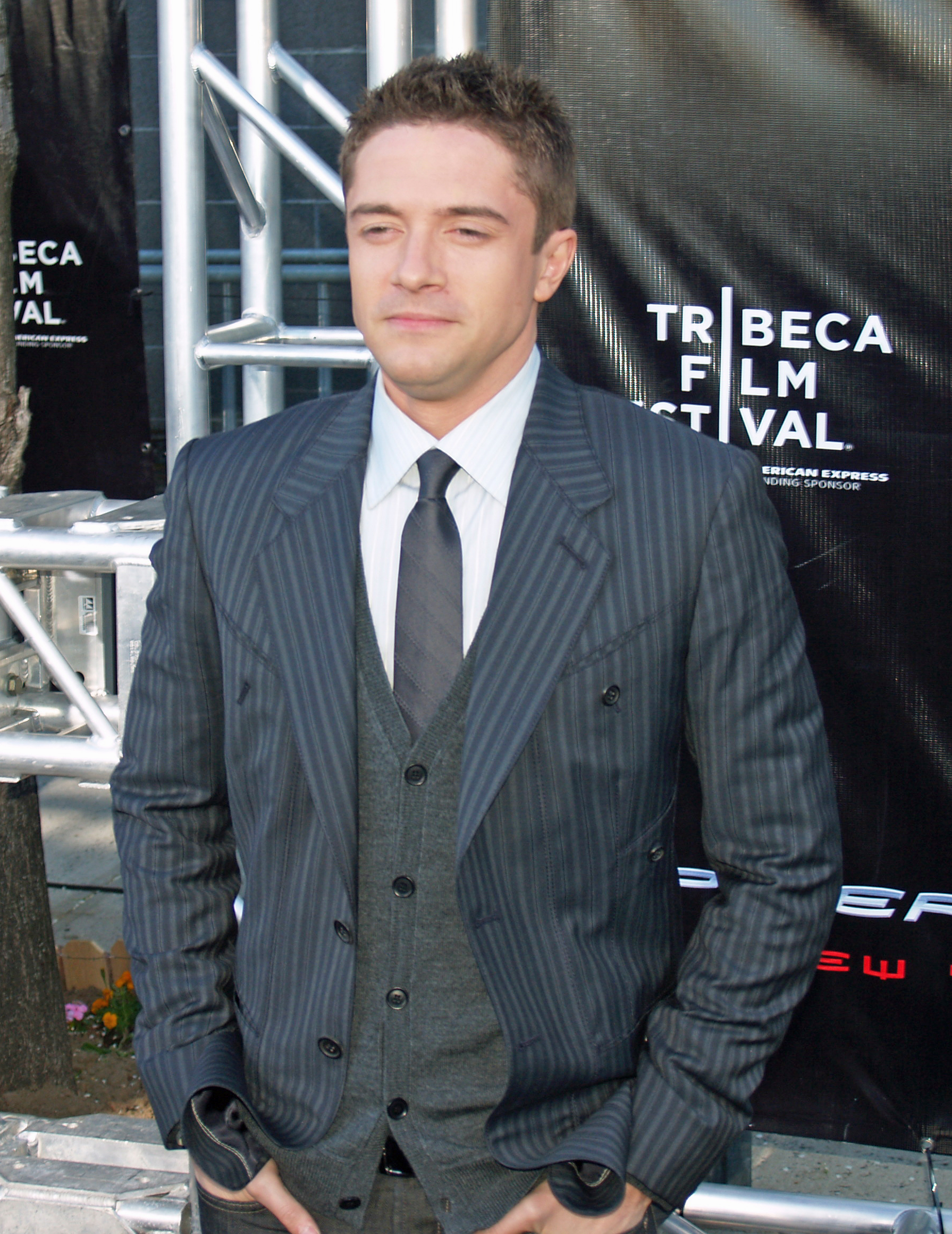
Topher Grace à la première new-yorkaise de Spider-Man 3, en avril 2007.

Son départ de That '70s Show en mai 2005 lui permet de se consacrer intégralement au tournage du blockbuster Spider-Man 3 de Sam Raimi, où il incarne le rival de Spider-Man, Eddie Brock / Venom. Le film, sorti en 2007, lui permet de retrouver sa partenaire du Sourire de Mona Lisa, Kirsten Dunst, mais l'empêche de participer au dernier opus de la trilogie de Soderberg, Ocean's Thirteen (2007) et de venir pour davantage qu'une scène dans le dernier épisode de That '70s Show. En effet, quand la huitième saison est annoncée comme la dernière, seul Ashton Kutcher s'arrange pour revenir pour quatre épisodes dans la fiction qui l'a révélé.
Sa performance dans Spiderman 3 est décriée, malgré un box-office colossal. Il faut d'ailleurs attendre 2010 pour revoir l'acteur au cinéma : il apparaît d'abord dans la comédie romantique chorale Valentine's Day réalisé par Garry Marshall, avec notamment Julia Roberts, Anne Hathaway et Ashton Kutcher. Cette romance relate les destins croisés de couples qui se séparent, se retrouvent ou se rencontrent à Los Angeles, le jour de la Saint-Valentin.
La même année, il participe au troisième volet de la franchise Predator, intitulé Predators, réalisé par Nimród Antal et produit par Robert Rodriguez. Il fait partie des personnages entourant les têtes d'affiches Adrien Brody (Le Pianiste) et Laurence Fishburne (Matrix), dans le rôle d'un jeune médecin surdoué aux pratiques douteuses. Le blockbuster sort en juillet 2010, alors qu'il commence à peine le tournage du film d'espionnage Secret Identity, aux côtés  de Richard Gere et d'Odette Annable. Cependant, le film est un flop critique et commercial.

#### Seconds rôles
Ces échecs successifs dans des grosses productions l'amènent à se réorienter vers des productions plus modestes et personnelles.
En 2011, il revient d'abord à la télévision pour le téléfilm Too Big to Fail : Débâcle à Wall Street de Curtis Hanson. Il y prête ses traits à Jim Wilkinson, secrétaire au Trésor nommé par George W. Bush pour sauver les banques de la faillite, durant la crise financière de 2008. Ce rôle lui permet de donner la réplique aux vétérans William Hurt (qui joue le rôle d'Henry Paulson) et James Woods. 
Puis, il est surtout la tête d'affiche de la comédie rétro potache Une soirée d'enfer, qu'il produit et coécrit. Sorti le 7 décembre 2011, le film lui permet d'évoluer aux côtés des jeunes Teresa Palmer et Anna Faris. Il participe à l'écriture et s'investit en tant que producteur. Le film se solde cependant par un énorme échec critique et commercial.
En 2012, il joue dans la comédie romantique indépendante The Giant Mechanical Man en incarnant l'arrogant rival du héros. Le long-métrage est très bien accueilli par la critique.
Il intègre ensuite la large distribution de la comédie dramatique Un grand mariage. Il y joue cette fois l'incontrôlable fils cadet du couple incarné par Robert De Niro et Diane Keaton. Le film, sorti en 2013, est éreinté par la critique.
En 2014, il joue dans trois longs métrages : tout d'abord le thriller canadien The Calling, dont il partage l'affiche avec Susan Sarandon ; puis la comédie romantique indépendante Comment séduire une amie (Playing It Cool), où il joue le meilleur ami du héros interprété par Chris Evans et enfin le blockbuster de science-fiction de Christopher Nolan, Interstellar, où il partage l'essentiel de ses scènes avec la star Jessica Chastain. Il s'agit surtout du plus gros succès critique et commercial auquel il ait participé depuis Ocean's Eleven, en 2001. Le film le relance.

#### Projets de premier plan

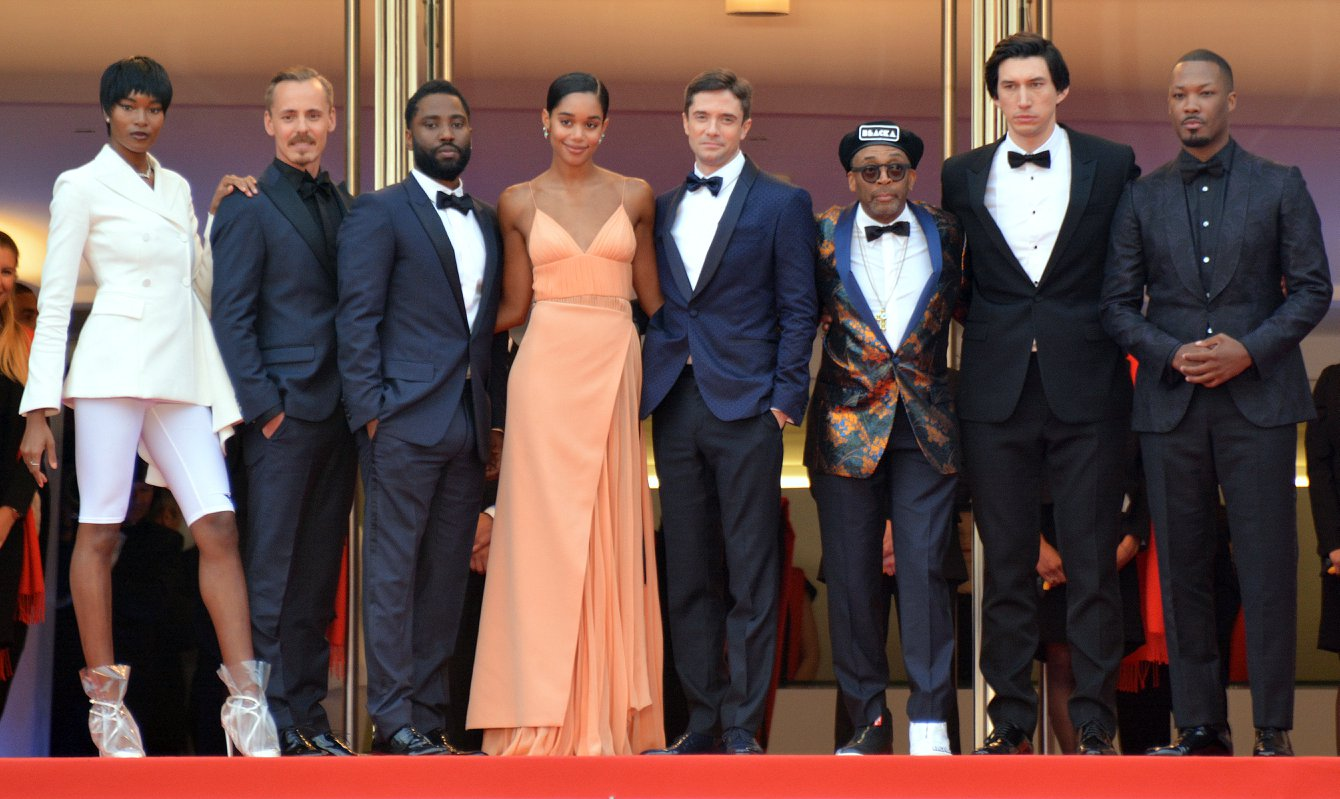
L'acteur avec l'équipe de BlacKkKlansman au Festival de Cannes 2018.

En 2015, il participe à la comédie d'action American Ultra, de Nima Nourizadeh, où il interprète l'agent Adrian Yates, lancé à la poursuite des héros incarnés par Jesse Eisenberg et Kristen Stewart. Puis, il est à l'affiche de l'ambitieux biopic Truth : Le Prix de la vérité, écrit et réalisé par James Vanderbilt, pour un rôle important, aux côtés de Cate Blanchett et Robert Redford.
En 2016, il tente de nouveau de s'imposer en tant que tête d'affiche d'une comédie liée à la musique avec Opening Night, d'Isaac Rentz. Mais ce film, qu'il produit également, passe inaperçu.
En 2017, il est au casting du film War Machine, de David Michôd où il partage l'essentiel de ses scènes avec la star Brad Pitt.
En 2018, il confirme ce retour vers des projets médiatisés : il joue dans le nouveau film de Spike Lee, BlacKkKlansman (aux côtés de John David Washington, Adam Driver et Corey Hawkins) et dans le troisième long métrage de David Robert Mitchell, le thriller Under the Silver Lake (aux côtés d'Andrew Garfield et Riley Keough). Deux films qui ont été présentés au festival de Cannes 2018.

### Vie privée
De 2005 à 2007, il a été en couple avec Emmy Rossum.
Après une brève relation en 2007 avec l'actrice Teresa Palmer, en mars 2011, lors du tournage du film Une soirée d'enfer, ils se sont à nouveau fréquentés,,.
En janvier 2014, il entame une relation avec l'actrice Ashley Hinshaw et se fiancent un an plus tard. Le 29 mai 2016, le couple s'est marié à Santa Barbara, en Californie. En juillet 2017, ils accueillent leur premier enfant, une fille, Mabel Jane Grace. En 2020, ils sont de nouveau parents. En 2022, ils annoncent attendre leur troisième enfant.[réf. nécessaire]

## Filmographie

### Cinéma

#### Longs métrages
- 2000 : Traffic de Steven Soderbergh : Seth Abrahms
- 2001 : Ocean's Eleven de Steven Soderbergh : lui-même (non crédité)
- 2002 : Pinocchio de Roberto Benigni : Leonardo (voix anglaise)
- 2003 : Le Sourire de Mona Lisa (Mona Lisa Smile) de Mike Newell : Tommy Donegal
- 2004 : Rendez-vous avec une star (Win a Date with Tad Hamilton!) de Robert Luketic : Pete Monash
- 2004 : P. S. de Dylan Kidd : F. Scott Feinstadt
- 2004 : Ocean's Twelve de Steven Soderbergh : lui-même
- 2004 : En bonne compagnie (In Good Company) de Paul Weitz : Carter Duryea
- 2007 : Spider-Man 3 de Sam Raimi : Eddie Brock / Venom
- 2009 : Personal Effects de David Hollander : Clay (voix, non crédité)
- 2010 : Valentine's Day de Garry Marshall : Jason
- 2010 : Predators de Nimród Antal : Edwin
- 2011 : Une soirée d'enfer (Take Me Home Tonight) de Michael Dowse : Matt Franklin
- 2011 : Secret Identity (The Double) de Michael Brandt : Ben Geary
- 2012 : The Giant Mechanical Man de Lee Kirk : Doug
- 2013 : Un grand mariage (The Big Wedding) de Justin Zackham : Jared Griffin
- 2014 : Don Peyote de Dan Fogler : Glavin Culpepper
- 2014 : The Calling (en) de Jason Stone : Ben Wingate
- 2014 : Comment séduire une amie (Playing It Cool) de Justin Reardon : Scott
- 2014 : Interstellar de Christopher Nolan : Getty
- 2015 : American Ultra de Nima Nourizadeh : agent Adrian Yates
- 2015 : Truth : Le Prix de la vérité (Truth) de James Vanderbilt : Mike Smith
- 2016 : Opening Night (en) d'Isaac Rentz : Nick
- 2017 : War Machine de David Michôd : Matt Little
- 2018 : Delirium de Dennis Iliadis (en) : Tom
- 2018 : BlacKkKlansman : J'ai infiltré le Ku Klux Klan (BlacKkKlansman) de Spike Lee : David Duke
- 2018 : Under the Silver Lake de David Robert Mitchell : l'homme au bar
- 2018 : Mississippi Requiem d'Arkesh Ajay, Kelly Pike, Jerell Rosales et Marta Savina
- 2019 : Breakthrough de Roxann Dawson : le pasteur Jason Noble
- 2020 : Irresistible de Jon Stewart : Kurt Farlander
- 2024 : Heretic de Scott Beck et Bryan Woods : Mr Kennedy
- 2025 : Vol à haut risque (Flight Risk) de Mel Gibson : Winston
- 2025 : Huntington de John Patton Ford :

#### Courts métrages
- 2010 : Death Bed Subtext de Richie Keen : Ben
- 2011 : Crocodile Tears de Richie Keen

### Télévision

#### Téléfilms
- 2006 : That '70s Show Special: The Final Goodbye de David Trainer : Eric Forman
- 2011 : Too Big to Fail : Débâcle à Wall Street de Curtis Hanson : Jim Wilkinson
- 2013 : People in New Jersey de Paul Feig : Carl Levin

#### Séries télévisées
- 1998-2006 : That '70s Show : Eric Forman (179 épisodes)
- 2005 : Stella : Kevin vieux (saison 1, épisode 5)
- 2012 : The Beauty Inside : Alex (mini-série, 7 épisodes)
- 2015 : The Muppets : lui-même (pilote)
- 2015 : Drunk History : Milton Bradley (saison 3, épisode 6)
- 2017 : Workaholics : Noel (saison 7, épisode 2)
- 2017 : Get Shorty : Tyler Mathis (saison 1, épisodes 1 et 5)
- 2019 : The Hot Zone : Dr Peter Jahrling (mini-série en 6 épisodes)
- 2019 : Black Mirror : Billy Bauer (saison 5, épisode 2)
- 2020 : The Twilight Zone : La Quatrième Dimension (The Twilight Zone) : Mark (saison 2, épisode 9)
- depuis 2021 : Home Economics : Tom
- 2023 : That '90s Show : Eric Forman (invité)
- 2025 : The Waterfront : Grady

#### Séries d'animation
- 2002 : Quoi d'neuf Scooby-Doo ? (What's New, Scooby-Doo?) : le garde no 1 (voix originale - saison 1, épisode 3 : Le Singe de l'espace)
- 2003 : Les Rois du Texas (King of the Hill) : Chris (voix originale - saison 7, épisode 10)
- 2005 : Robot Chicken : lui-même (voix originale)
- 2008 : Les Simpson (The Simpsons) : Donny (voix originale - saison 19, épisode 13 : L'Infiltré)
- 2016 : TripTank : Leonard (voix originale - saison 2, épisode 13)
- 2019 : Love, Death and Robots : Rob (voix originale - saison 1, épisode 16)

### Jeux vidéo
- 2007 : Spider-Man 3 : Eddie Brock / Venom

### Émissions
- 2005 : Saturday Night Live : animateur (épisode : Topher Grace/The Killers)
- 2012 : Comedy Bang Bang : le cameraman
- 2013 : Jimmy Kimmel Live! : Leprechaun Sexy (épisode : After the Oscars)

## Distinctions

### Nominations
- 2005 : International Online Cinema Awards de la meilleure révélation masculine dans un drame fantastique pour P.S. (2004) et dans un drame romantique pour En bonne compagnie (2004).
- 2018 : IGN Summer Movie Awards du meilleur acteur dans un second rôle dans un drame biographique pour BlacKkKlansman : J'ai infiltré le Ku Klux Klan (BlacKkKlansman) (2018) pour le rôle de David Duke.
- 2018 : Indiana Film Journalists Association Awards de la meilleure distribution dans un drame biographique pour BlacKkKlansman : J'ai infiltré le Ku Klux Klan (BlacKkKlansman) (2018) partagé avec John David Washington, Adam Driver, Laura Harrier, Corey Hawkins et Harry Belafonte.
- 2019 : CinEuphoria Awards (es) de la meilleure distribution dans un drame biographique pour BlacKkKlansman : J'ai infiltré le Ku Klux Klan (BlacKkKlansman) (2018) partagé avec Alec Baldwin, John David Washington, Adam Driver, Laura Harrier, Corey Hawkins, Jasper Pääkkönen, Harry Belafonte, Ryan Eggold, Ashlie Atkinson, Nicholas Turturro, Ken Garito, Jarrod LaBine, Paul Walter Hauser, Ryan Preimesberger, Michael Buscemi, Robert John Burke et Isiah Whitlock Jr..
- 2019 : Online Film & Television Association Awards de la meilleure distribution dans un drame biographique pour BlacKkKlansman : J'ai infiltré le Ku Klux Klan (BlacKkKlansman) (2018) partagé avec John David Washington, Adam Driver, Laura Harrier, Corey Hawkins et Harry Belafonte.
- 25e cérémonie des Screen Actors Guild Awards 2019 : Meilleure distribution dans un drame biographique pour BlacKkKlansman : J'ai infiltré le Ku Klux Klan (BlacKkKlansman) (2018) partagé avec John David Washington, Adam Driver, Laura Harrier, Corey Hawkins et Harry Belafonte.

### Récompenses
- 7e cérémonie des Screen Actors Guild Awards 2001 : Meilleure distribution dans un thriller dramatique pour Traffic (2000) partagé avec Steven Bauer, Benjamin Bratt, James Brolin, Don Cheadle, Erika Christensen, Clifton Collins Jr., Benicio Del Toro, Michael Douglas, Miguel Ferrer, Albert Finney, Luis Guzmán, Amy Irving, Tomas Milian, D.W. Moffett, Dennis Quaid, Peter Riegert, Jacob Vargas et Catherine Zeta-Jones.
- 2001 : Young Hollywood Awards de la meilleure révélation masculine dans un thriller dramatique pour Traffic (2000).
- 2004 : National Board of Review Awards de la meilleure révélation masculine dans un drame fantastique pour P.S. (2004) et dans un drame romantique pour En bonne compagnie (2004).
- 4e cérémonie des New York Film Critics Online Awards 2004 : Meilleure révélation masculine dans un drame fantastique pour P.S. (2004) et dans un drame romantique pour En bonne compagnie (2004).
- 40e cérémonie des Daytime Emmy Awards 2013 : Meilleure nouvelle approche pour un programme de journée pour The Beauty Inside (2012) partagé avec P.J. Pereira (Directeur de la création), Jeffrey Ferro (Producteur), Elisa Moore (Directeur du plateau), Erin Davis (Producteur interactif principal), Drake Doremus (Directeur), Richard Greenberg (Scénariste), Neil Ramanan (Scénariste), Matthew Gray Gubler (Interprète), Mary Elizabeth Winstead (Interprète), Jaime Robinson (Directeur exécutif de la création), Jason Apaliski (Directeur de la création) et Chaz Whitworth (Directeur artistique).

## Voix francophones
En France, Cédric Dumond est la voix régulière de Topher Grace. Alexandre Gillet, Maël Davan-Soulas et Guillaume Lebon l'ont également doublés à trois reprises pour le premier et deux occasions pour les suivants.
Au Québec, il est régulièrement doublé par Patrice Dubois.